# So Easy
So Easy (em PT: "Tão Fácil") é uma música brasileira composta por Alexandre Castilho, André Aquino e Victor Pozas. Foi o terceiro single lançado do álbum Marjorie Estiano e único do álbum ao vivo Marjorie Estiano e Banda ao Vivo. Fez parte da trilha sonora da 12ª temporada da novela Malhação (da Rede Globo).

## Formatos e faixas
- EP digital[1]

1. "So Easy" - 3:57
2. "So Easy" (Ao Vivo) - 4:01
3. "So Easy" (Acústico) - 2:57
4. "So Easy" (Versão TV) - 3:32

## Videoclipe
O videoclipe dessa música foi retirada do DVD Marjorie Estiano e Banda ao Vivo.